# Gemini 7
För andra betydelser, se Gemini.

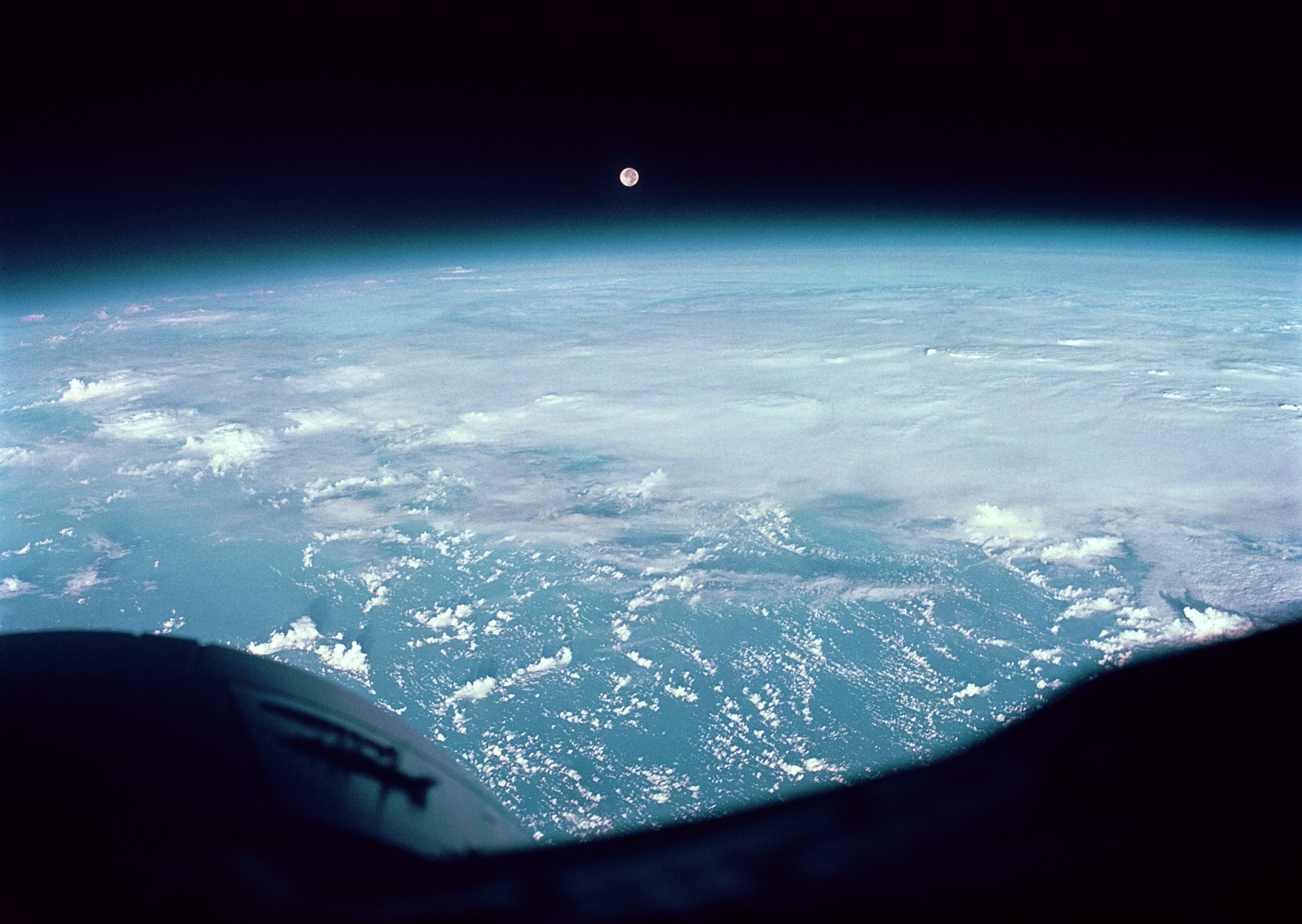
Månen och moln över västra Stilla havet från Gemini 7.

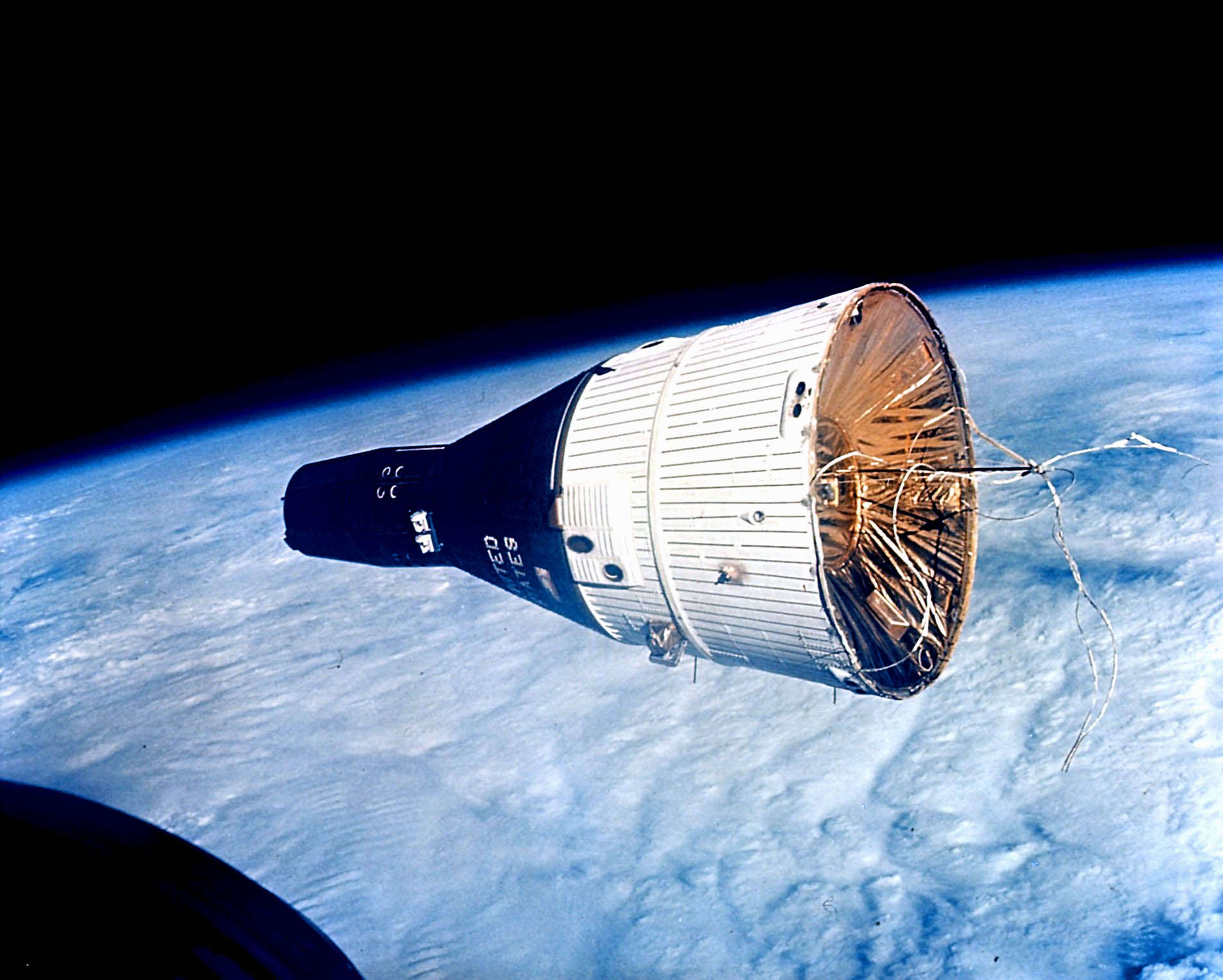
Gemini 7 sedd från Gemini 6.

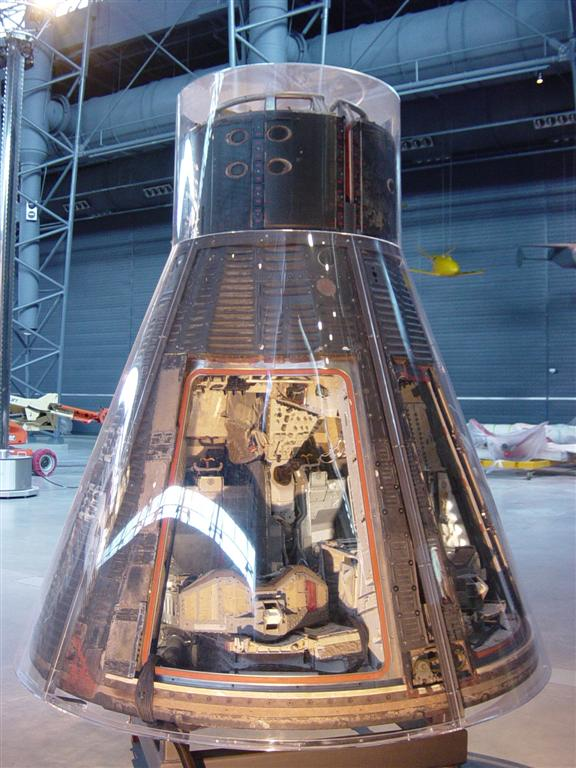
Gemini 7-farkosten på Steven F. Udvar-Hazy Center, Chantilly, Virginia 1 juli 2004.

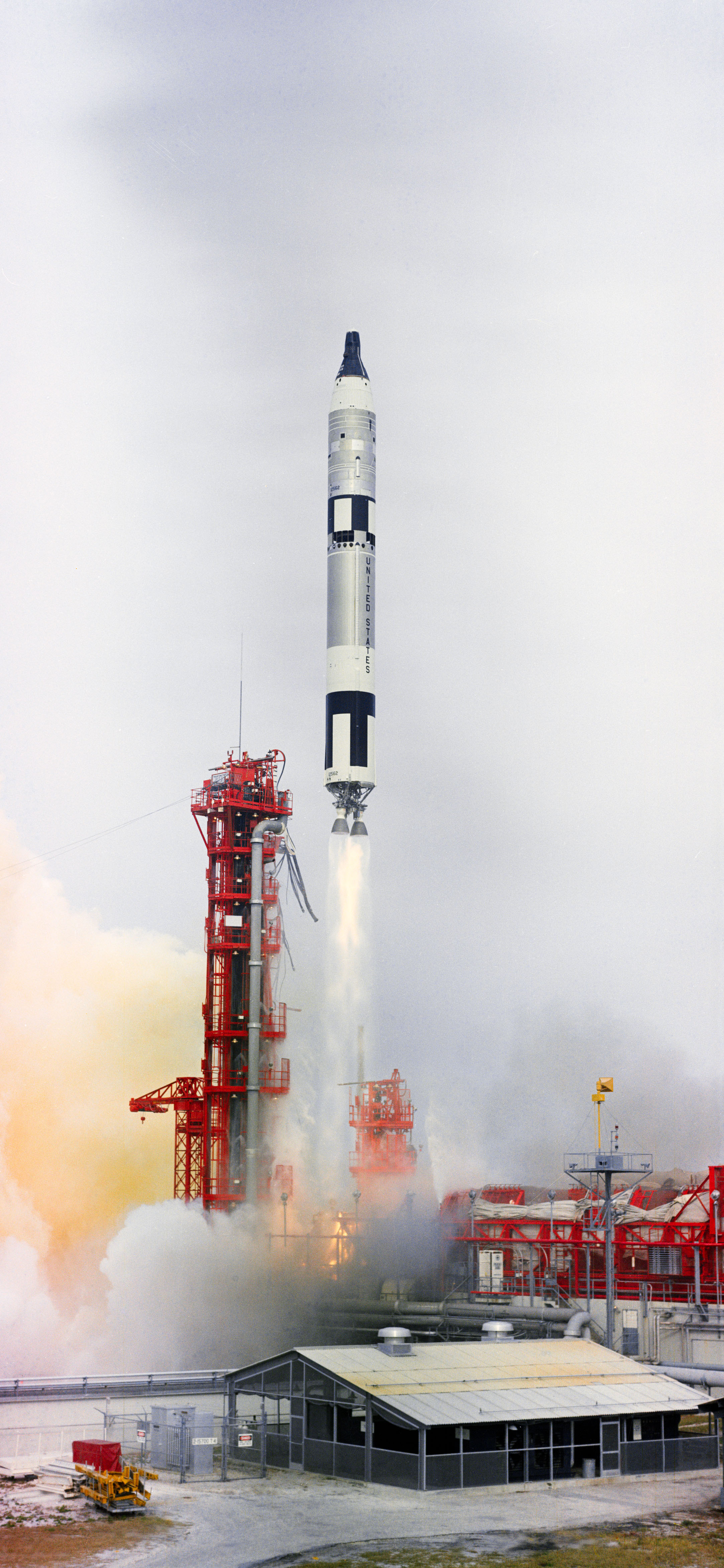
Uppskjutningen av Gemini 7.

Gemini 7 (officiellt Gemini VII) var NASA:s fjärde bemannade färd i Geminiprogrammet och 10:e bemannade färden totalt. Astronauterna Frank Borman och Jim Lovell flög ombord. Färden genomfördes 4-18 december 1965 och varade i 330 timmar 35 minuter och 1 sekunder. Farkosten sköts upp med en Titan II-raket från Cape Kennedy Air Force Station.
Man flög i formation med Gemini 6 och var som närmast endast 0,3 meter från varandra.

### Fotnoter
1. ↑  ”NASA Space Science Data Coordinated Archive” (på engelska). NASA. https://nssdc.gsfc.nasa.gov/nmc/spacecraft/display.action?id=1965-100A. Läst 27 mars 2020.